# Músculo masetero
El músculo masetero (masseter) es un músculo de la masticación. Es un músculo corto, cuadrilátero, capaz de ejercer una fuerza de 90 kg, y formado por dos fascículos: uno anteroexterno (superficial), y otro posterointerno (profundo). Se suele denominar comúnmente como moflete.
Se inserta en el borde inferior del arco cigomático y en la cara externa de la rama del maxilar inferior o mandíbula, uniendo ambas estructuras óseas.

## Anteroexterno
El haz superficial, el más voluminoso e importante de los dos, se inserta en los dos tercios anteriores del borde inferior del arco cigomático. De ahí nacen fibras carnosas con una oblicuidad hacia abajo y atrás que van a terminar en la cara lateral de la rama mandibular y el gonion, en unos rugosidades óseas para este fin.

## Haz profundo
El haz profundo se origina por fibras, en el tercio posterior de la cara interna e inferior del arco cigomático y en la aponeurosis del músculo temporal. Desde aquí las fibras se dirigen hacia abajo y adelante y terminan en la cara lateral de la rama mandibular.

## Relaciones
Se consideran dos caras y cuatro bordes. La cara interna está en relación con la rama de la mandíbula, con la escotadura sigmoidea (paquete vasculo-nervioso maseterino), con la apófisis coronoides y con el buccinador (bola de Bichat). La cara externa está cubierta por la aponeurosis maseterina, y después de esta se encuentran los músculos cutáneos de la cara, la arteria transversal de la cara, el conducto parotídeo o de Stenon (con la prolongación maseterina de la parótida) y las ramificaciones del nervio facial. El borde superior se corresponde con el arco cigomático. El borde inferior, con el ángulo maxilar.

## Vascularización
El músculo masetero está irrigado por la arteria maseterina inferior y la premaseterina (ambas colaterales de la arteria facial. La arteria transversal de la cara brinda múltiples ramos para la cara externa del músculo y una colateral profunda que penetra al músculo entre sus fascículos superficial y profundo. La arteria maseterina clásica es colateral de la arteria maxilar interna, la cual aborda al músculo desde la fosa cigomática a través de la escotadura sigmoidea del hueso maxilar inferior.

## Inervación
El músculo masetero está inervado por el nervio maseterino, rama colateral mandibular del quinto par craneal (nervio trigémino).